# نيوكليوتيد مكمل

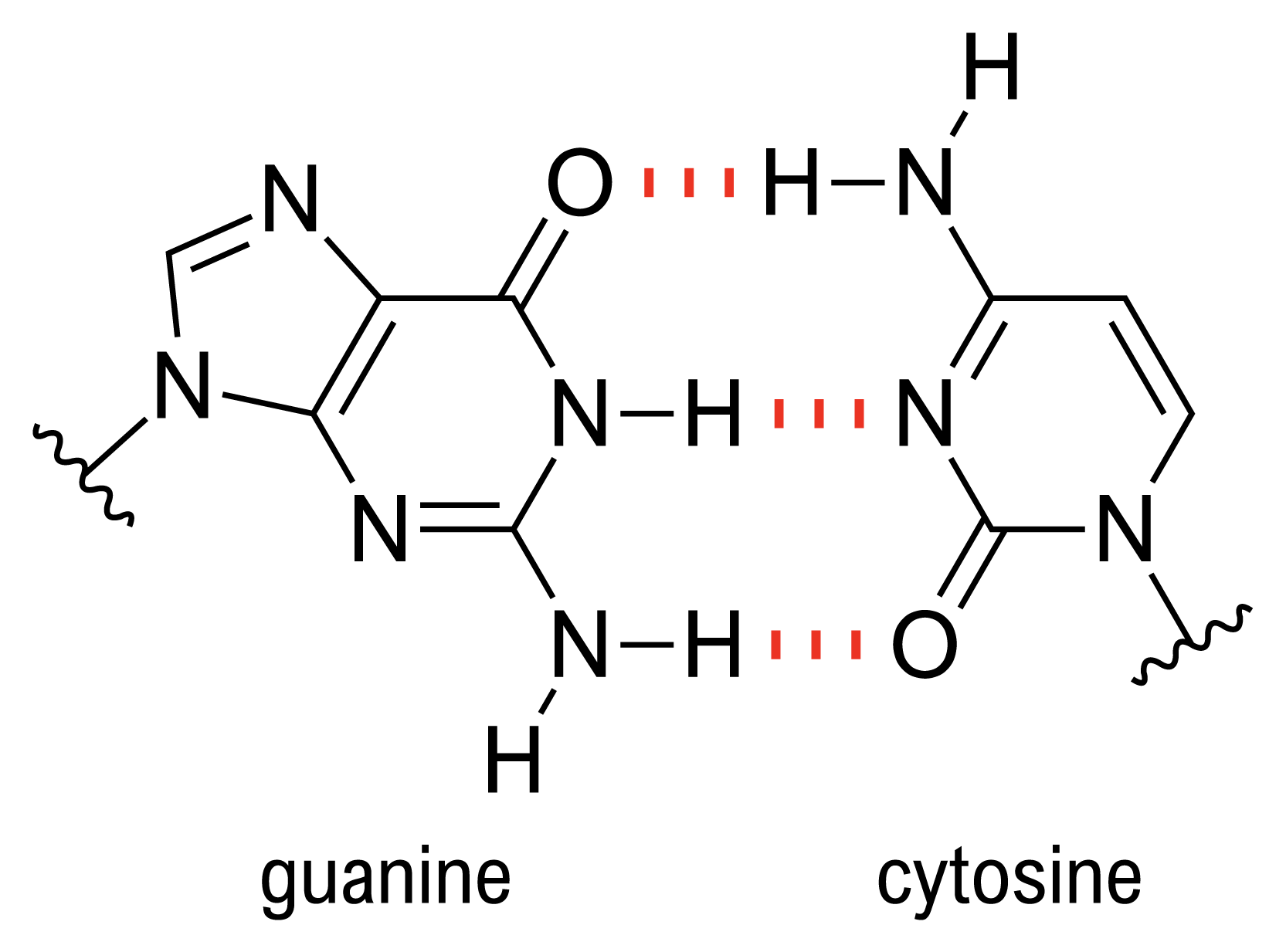
التقابل بين قاعدتي دي ان ايه (غوانين وسيتوزين) يظهر روابط الهيدروجين (الخطوط المتقطعة) تربطهما معا

في علم الأحياء الجزيئي يعبر التكامل عن العلاقة بين وحدتي الاساس في سلاسل الحمض النووي. يعتبر التكامل في الطبيعة مبدأ رئيسي لتنسخ الدي إن إيه DNA ونسخ الآر إن إيه RNA، حيث أنه خاصية مشتركة بين كل من السلسلتين من نوع دي إن ايه DNA وآر إن إيه RNA. 
نيوكليوتيد مكمِّل هو وحدة أساس في الحمض النووي التي تتقابل رأسيًا مع وحدة اساس أخرى ملائمة لها، حيث تشكلان زوج ينطبق عليه مبدأ المفتاح والقفل.
تتحقق علاقة التكامل بين كل زوج عن طريق روابط كيميائية، حيث أن:
- أدينين (A) يعتبر نيوكليوتيد مكمِّل لثيمين (T) / (يوراسيل (U) في سلسلة آر إن إيه).
- غوانين (G) يعتبر نيوكليوتيد مكمِّل لسيتوزين (C).
الروابط الكيميائية التي تربط بين زوج من النيوكليوتيدات المكمِّلة هي روابط هيدروجينية، والتي تنشأ بشكل فعال فقط بين كل من أدينين-ثيمين/يوراسيل أو غوانين-سيتوزين. 
يربط بين زوج النيوكليوتيدات المكمِّلة A=T اثنان من الروابط الهيدروجينية، بينما تنشأ بين زوج النيوكليوتيدات المكمِّلة G=C ثلاثة روابط.

## اقرأ أيضا
- نيوكليوتيد
- نسخ (وراثة)
- الآر أن أي بوليميراز
- الدي أن إيه بوليميراز
- زوج قاعدي

## وصلات خارجية
- أداة عرض المكمل العكسي
- تطبيق المكمل العكسي
- عرض مصوّر لعملية النسخ الوراثي